# Friede von Schönbrunn
Der Friede von Schönbrunn war ein Friedensschluss zwischen Napoleon Bonaparte und Franz I. von Österreich am 14. Oktober 1809 auf Schloss Schönbrunn. Das Kaisertum Österreich hatte den am 9. April 1809 begonnenen Fünften Koalitionskrieg gegen Frankreich verloren.
In diesem Krieg hatte Österreich, inspiriert von Vorgängen in Spanien, versucht, Volksaufstände in Deutschland und Italien gegen die französische Vorherrschaft herbeizuführen und zugleich ein Bündnis mit Russland und Preußen angestrebt, um die Resultate des Friedensschlusses von Pressburg rückgängig zu machen. Die Hoffnungen zerschlugen sich sämtlich. Auch der Aufstand Andreas Hofers gegen die bayerischen Besatzer wurde nach anfänglichen Erfolgen schließlich völlig niedergeschlagen.
Der Feldzug auf dem Hauptkriegsschauplatz Süddeutschland verlief unglücklich. Schon im Mai besetzte Napoleon Wien. Er wurde zwar kurz darauf in der Schlacht bei Aspern besiegt, bezwang die Österreicher aber am 5./6. Juli 1809 in der entscheidenden Schlacht bei Wagram. Der Znaimer Waffenstillstand beendete die Kampfhandlungen am 12. Juli 1809 und gab Tirol preis. Der hauptverantwortliche Minister Stadion wurde durch Metternich abgelöst.

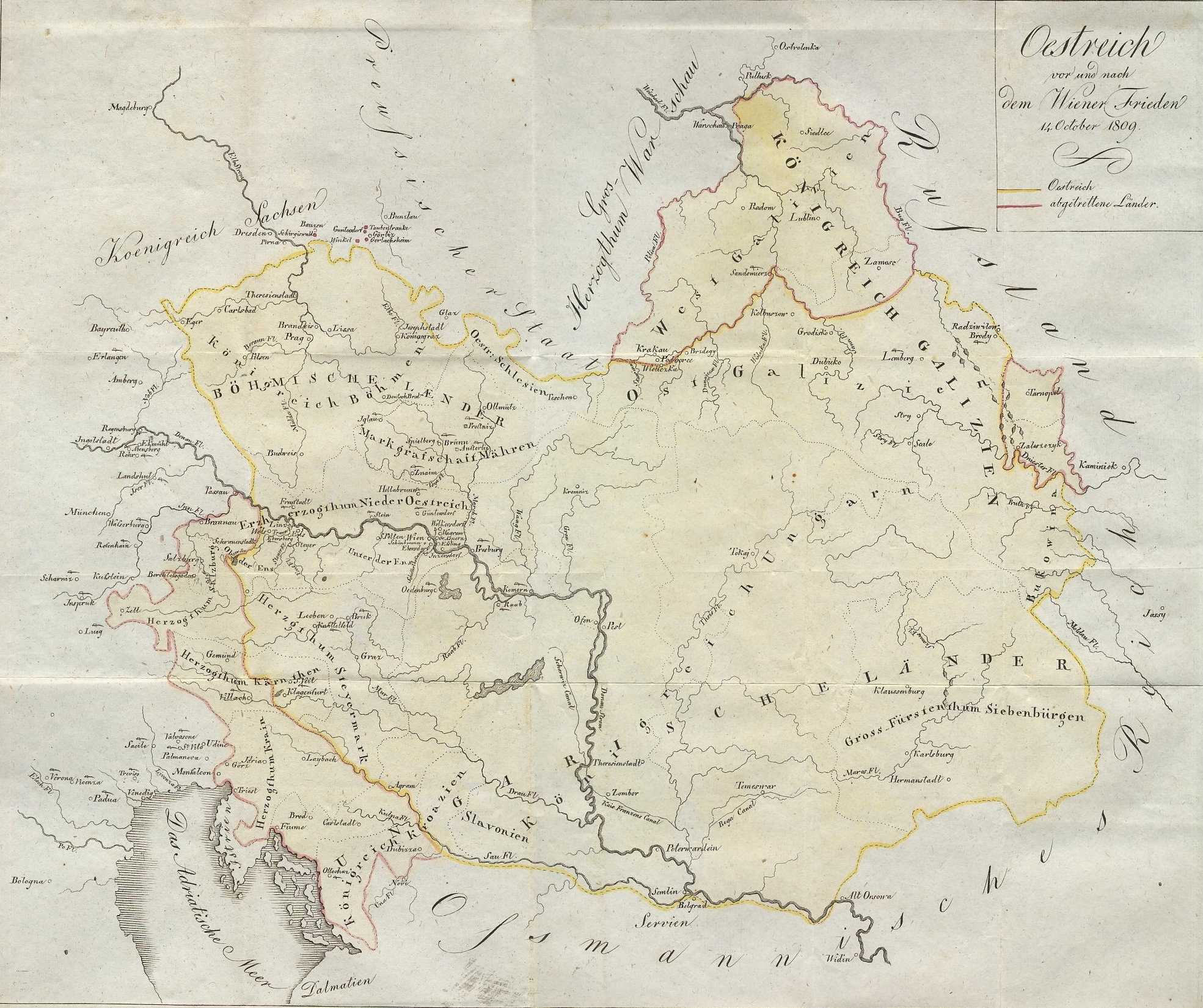
Kaisertum Österreich mit den Territorialverlusten nach dem Frieden von Schönbrunn.

Österreich verzichtete in diesem Friedensschluss auf Krain, Triest, Görz, Villach und das Küstengebiet Kroatiens (ungarisches Dalmatien) und verlor damit den Zugang zum Meer. Frankreich annektierte diese Gebiete, Napoleon bildete mit dem zuvor königlich-italienischen Dalmatien und Istrien daraus die Illyrischen Provinzen. Das Herzogtum Salzburg fiel als Salzachkreis an Bayern. Westgalizien und Krakau, die Gewinne der dritten Teilung Polens, kamen nach einem misslungenen Feldzug an das Herzogtum Warschau. Von Galizien, seit der ersten Teilung Polens österreichisch, erhielten das Herzogtum Warschau den Zamoscer Kreis und Russland, das sich auf französischer Seite mit einem Einmarsch in Galizien am Konflikt beteiligt hatte, den Bezirk um Tarnopol (Tarnopoler Kreis). Ferner verzichtete Österreich zugunsten Frankreichs auf die Herrschaft Rhäzüns und zugunsten Sachsens auf die nach dem Prager Frieden von 1635 bei Böhmen verbliebenen Exklaven in der Oberlausitz.
Insgesamt hatte Österreich rund 100.000 km² mit etwa 3.500.000 Einwohnern abzutreten. 85 Millionen Francs Kriegskontribution waren an Frankreich zu zahlen. Das Land musste sich der anti-britischen Kontinentalsperre anschließen und sein Heer auf 150.000 Mann reduzieren. Die Festung auf dem Grazer Schloßberg, die Hackher zu Hart verteidigt hatte, war zu schleifen.
Aber auch nach diesem Gebietsverlust war Österreich mit rund 600.000 km² und über 24 Millionen Einwohnern eine Großmacht. Folgen des mit dem Friedensschluss verbundenen außenpolitischen Kurswechsels durch Metternich waren die Ehe Napoléons mit der österreichischen Kaisertochter Marie-Louise und ein Militärbündnis, das Österreich dazu zwang, am Russlandfeldzug 1812 teilzunehmen.